# أسطوانة قورش

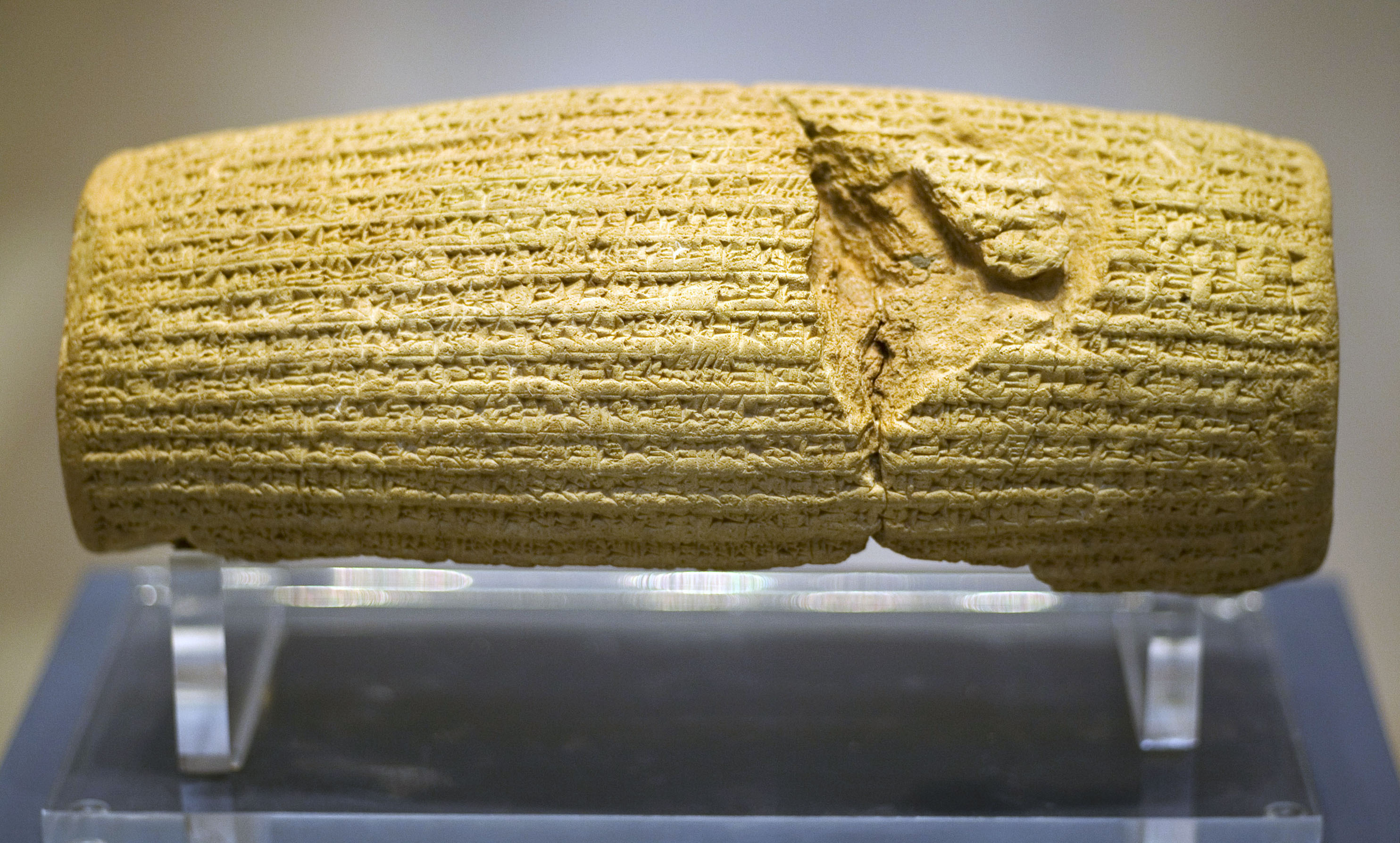
الجانب الأمامي من الأسطوانة

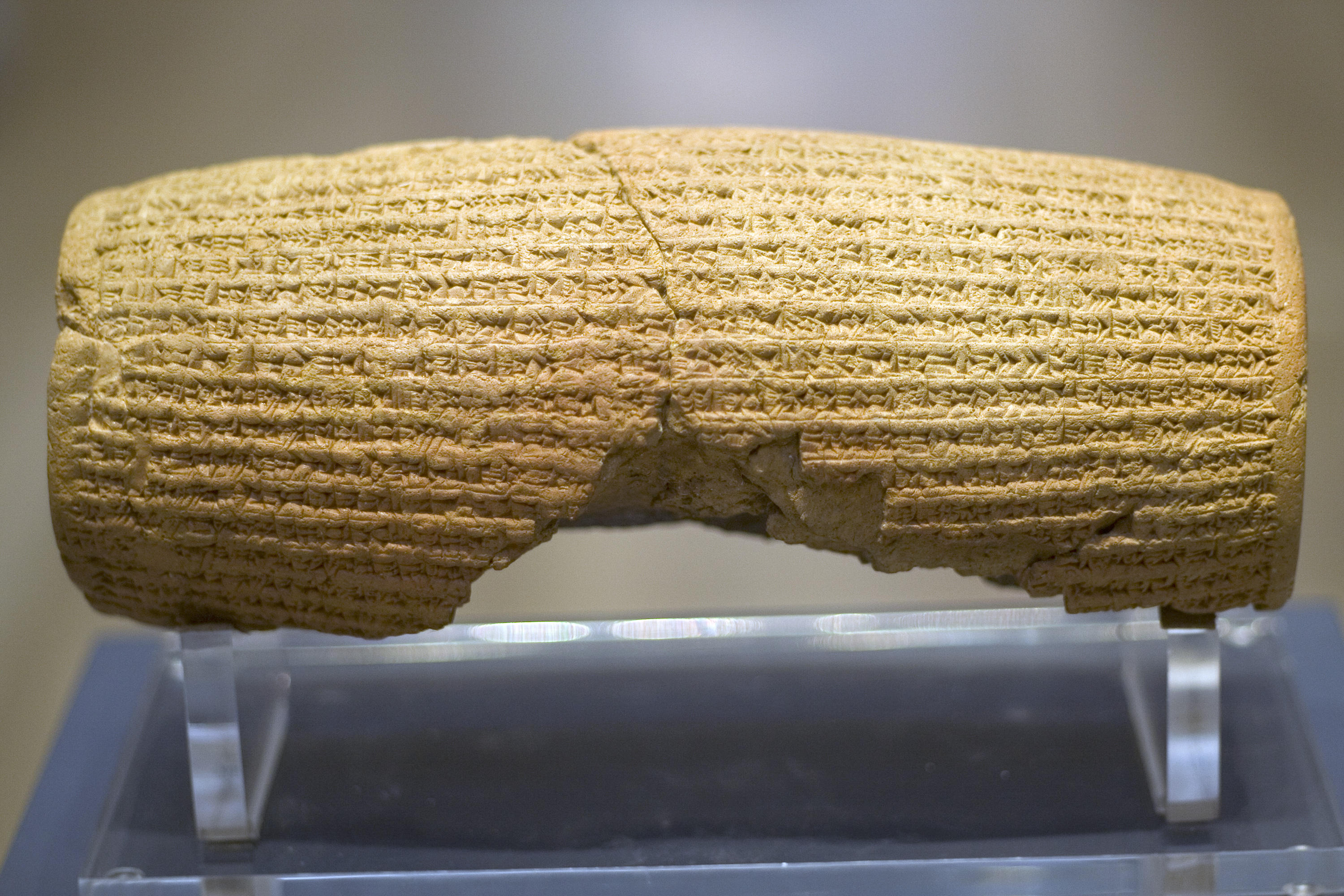
الجانب الخلفي من الأسطوانة

أسطوانة قورش هي قطعة طينية تاريخية تعود إلى القرن السادس قبل الميلاد وكسرت إلى عدة قطع واكتشفت في عام 1879 على يد عالم الآثار العراقي هرمز رسام في أطلال مدينة بابل في بلاد ما بين النهرين، وهي اليوم في حوزة المتحف البريطاني ، نُقش عليها كتابة مسمارية باللغة الأكدية الذي كتب فيه بيان باسم قورش الكبير ملك أخمينيون ببلاد فارس وكان نصها يُثني على قورش ويحدد نسبه ويصوره كملك من خط الملوك. وإن الملك البابلي نبو نيد -الذي هزمه قورش ونزع ملكه- يُذكر بوصفه أحد الظالمين المعذبين لشعب بابل، ونسبه وأصوله المنخفضة الموروثة تتناقض ضمنياً مع إرث قورش، وتخاطب الاسطوانة البابليين لاقناعهم بان الاله مردوخ أرسل قورش ليخلصهم من حكم الملك البابلي نبو نيد ولاستعادة السلام والنظام للبابليين. ويشير النص على أنه كان موضع ترحيب من قبل شعب بابل كحاكم جديد ودخل المدينة بسلام. ويناشد النص مردوخ حماية ومساعدة قورش وابنه قمبيز. وهي تمجد قورش كداعم لمواطني بابل الذين قاموا بتحسين حياتهم وأعاد النازحين إلى ديارهم واستعاد المعابد والمقدسات الدينية في جميع أنحاء بلاد ما بين النهرين وأماكن أخرى في المنطقة وتختتم مع وصف كيفية إصلاح قورش جدار مدينة بابل. وعثر على نقش مماثل وضعه ملك سابق.
كان نص الأسطوانة يُنظر إليه تقليديًا من قِبَل علماء الكتاب المقدس كدليل مؤيد لسياسة قورش لإعادة توطين الشعب اليهودي بعد الأسر البابلي وهذا الأمر يدعمه ما جاء في سفر عزرا ، كما يشير النص إلى استعادة مقدساتهم وإعادتهم إلى الوطن، لكن كان هذا التفسير محل نزاع، حيث أن النص لم يحدد سوى مقدسات بلاد ما بين النهرين، ولا يذكر اليهود أو القدس أو يهودا.

## الوصف
يبلغ طولها 22.5 سم وعرض 8.9 سم 

## وصلات خارجية
- المتحف البريطاني يعير أمريكا أسطوانة قورش البابلية، بي بي سي
- أسطوانة قورش البابلية وتوماس جيفرسون، بي بي سي